# Dampfsäge- und Hobelwerk Constantin Grosch

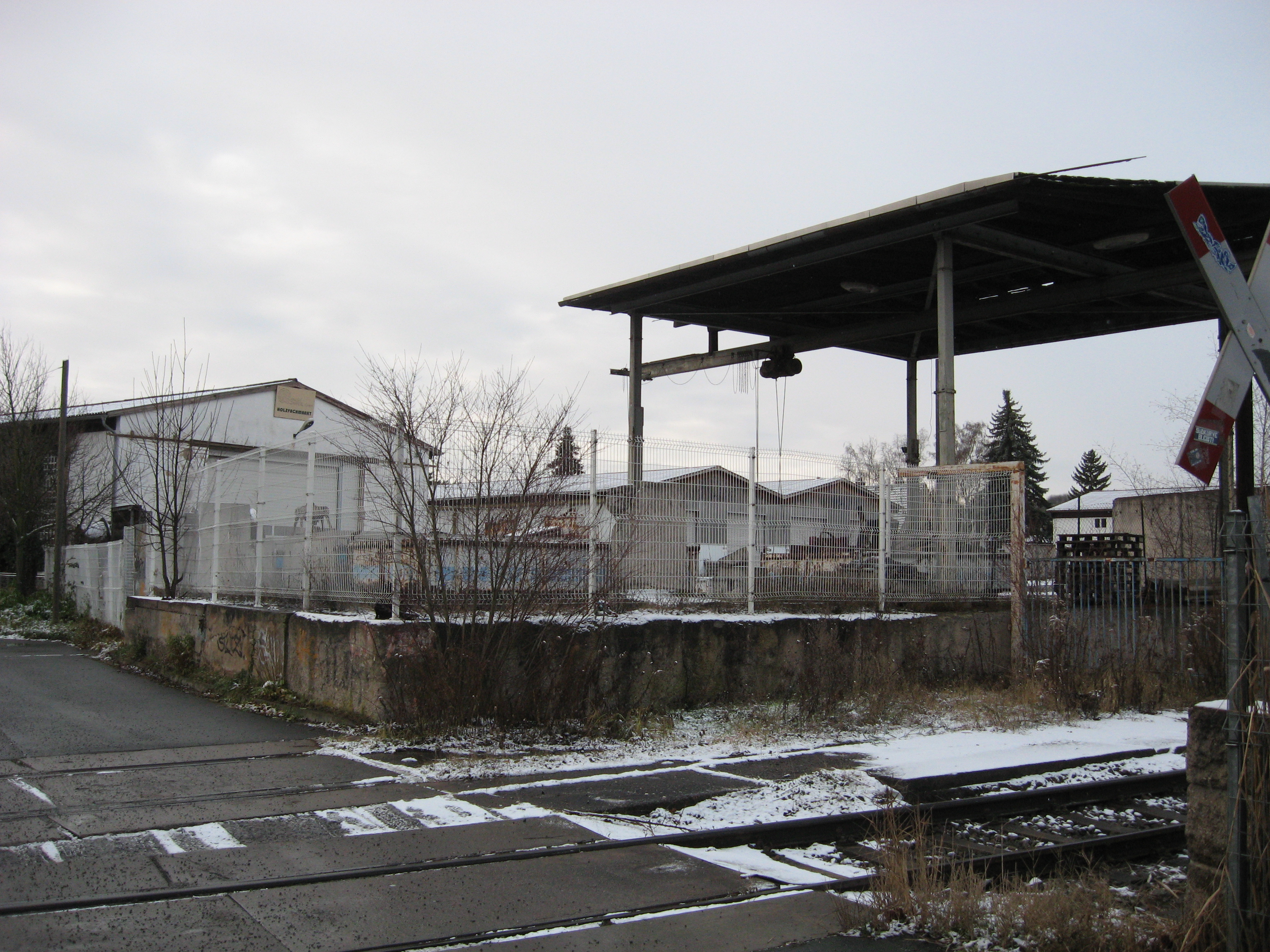
Schwanseestraße 88, Bahnkreuzung

Das ehemalige Dampfsäge- und Hobelwerk Constantin Grosch wurde 1904 von dem Baumeister Hermann Ludwig Constantin Grosch (1878–1961) in der Schwanseestraße 88 in Weimar als damals größtes Sägewerk und als Maurer- und Zimmererbetrieb, Bautischlerei für schlüsselfertige Bauten, freitragende Dachkonstruktionen und Wochenendhäuser und als Holzhandel gegründet. Dieser Betrieb hatte einen nicht geringen Anteil an der industriellen Entwicklung Weimars in der ersten Hälfte des 20. Jahrhunderts. Grosch hatte am 21. Mai 1904 seine Baumeisterprüfung in Chemnitz bestanden.
Der Holzbedarf war so groß, dass seit Ende der 1920er Jahre das gesamte Nadelholz des Ettersberges an Grosch geliefert wurde. Der Sohn Horst Grosch (* 1908) leitete den Betrieb seit 1948 bis zu seiner Verhaftung, Verurteilung und schließlich der Enteignung 1953, in deren Folge der Betrieb in ein volkseigenes Sägewerk umgewandelt wurde. Später diente es als Möbelwerk. Die Dampfmaschine als Lokomobil lieferte die Heinrich Lanz AG in Mannheim, jene welche u. a. auch den Lanz Bulldog Traktor produzierte. Die Maschine dürfte vor 1909 dort installiert worden sein. Sie lieferte vor allem Schnittholz. Im Jahre 1911 ereignete sich im Sägewerk ein Brand.
Möglicherweise ist der Baumeister Grosch der Stifter des längst verschwundenen Groschbrunnens gewesen, der sich in der Mitte des Schwanseebades befand.
Spätestens seit 1908 erschien die Fa. Grosch in den Annoncen der Theaterzettel des Deutschen Nationaltheaters.
Heute befindet sich darin ein Holzfachmarkt.